# مصدة (الدوادمي)
مصدة، هي قرية من فئة (أ) تقع في محافظة الدوادمي، والتابعة لمنطقة الرياض في السعودية. وتبعد مصدة عن محافظة الدوادمي بمسافة تقارب (10) كم.